# Chris Barnes
Chris Barnes (* 29. prosince 1967 Buffalo) je americký hudebník známý svými hluboko posazenými vokály a násilnými texty. Byl zakládajícím zpěvákem a textařem deathmetalové skupiny Cannibal Corpse (od roku 1988 do roku 1995), od roku 1993 je členem skupiny Six Feet Under.